# Rubén Haya
Rubén Haya Manero (Maliaño, 9 de enero de 1975) es un jugador cántabro de bolos, que ha ganado en seis ocasiones el Campeonato de España de Bolo Palma y en dos ocasiones el Campeonato de Cantabria.

## Biografía

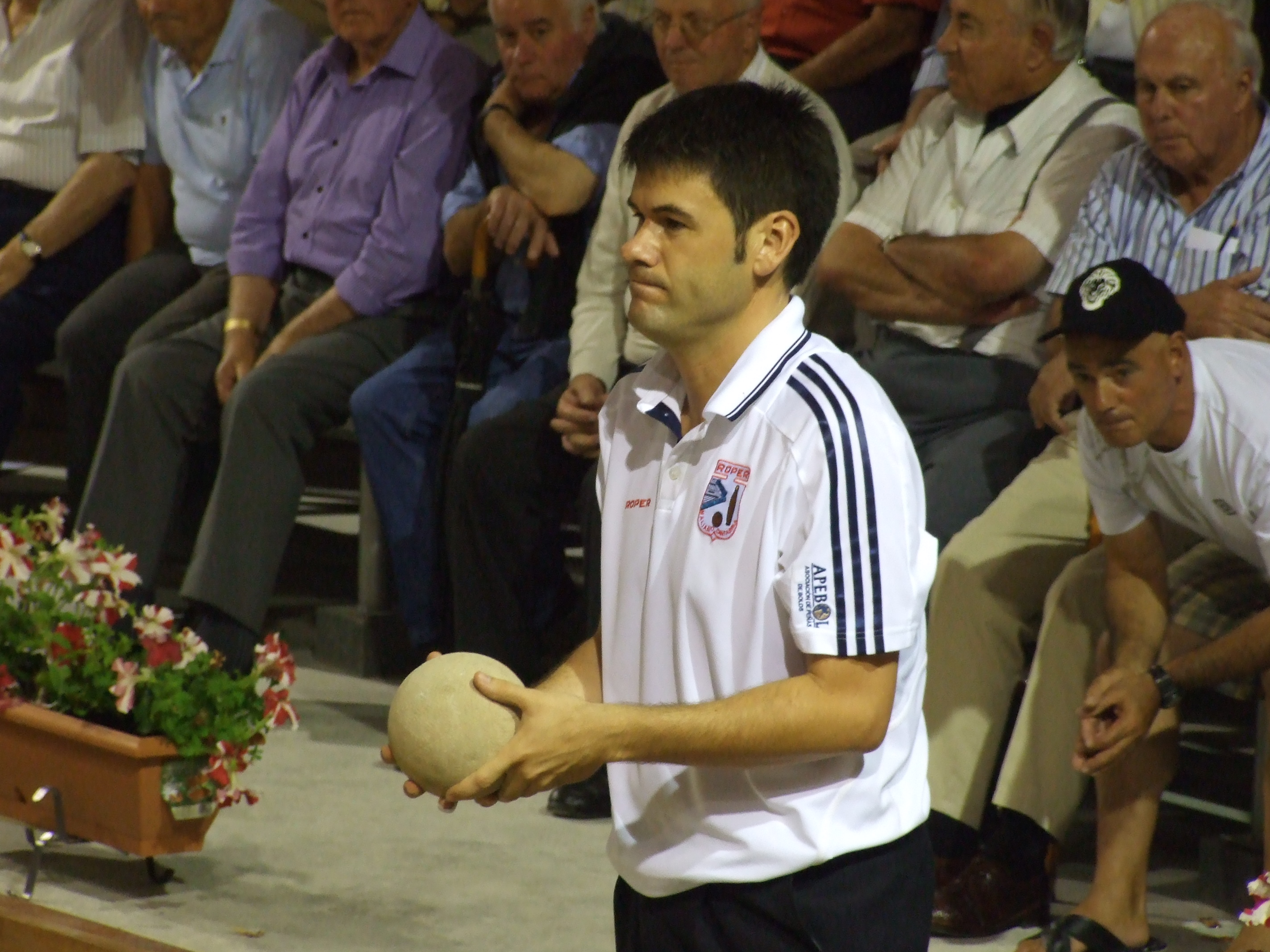
Haya a punto de convertirse en ganador del Campeonato de Cantabria de Bolo Palma en La Cavada

Su comienzo en los bolos fue en el año de 1985. En Primera debutó con el equipo Climaplás en 1993. Desde 1994 juega en el equipo de Peña Bolística Puertas Roper, probablemente uno de los mejores equipos de Bolo Palma en la historia de este juego. Gracias a ello ha formado equipo con los más grandes de los últimos tiempos: Tete Rodríguez, Óscar González, Rubén Rodríguez, hijo de Tete, Jesús Salmón, etc. 
Haya forjó su peculiar estilo de tirar de forma casual: yo no tiraba así pero con 14 años, jugando en segunda especial, teníamos que tirar desde 19 metros y para poder tirar, lo hice a base de palanca, y luego he ido evolucionando. A la hora de birlar, no realiza el recorrido entero y lanza desde la mitad de su cuerpo. 
Ha ganado tres Campeonatos de España de primera categoría individual, sin duda la más importante competición de todas las que se celebran en la temporada bolística y tres campeonatos de España de primera categoría en la modalidad de pareja: la primera de ellas con José Luis Mallavia y las otras dos con Rubén Rodríguez.
También en el 2000 se había proclamado por primera vez campeón de España de Peñas por Parejas representando a la Peña de Puertas Roper. Formó equipo con él José Luis Mallavia. Las partidas se jugaron en la bolera Plaza de la Villa de Noja
Además ha ganado tres títulos de Liga y seis de Copa. 
En el 2007 el mundo de los bolos se revolucionó con el fichaje de Haya por parte de Peña Bolística Hermanos Borbolla Villa de Noja, el otro gallito del panorama bolístico cántabro. Haya, después de trece años, dejaba el equipo de toda su vida y se hablaba de que el motivo fue una oferta económica desorbitada.

## Palmarés
- 3 veces Campeón de España de Bolo Palma Individual en 1994, 2000 y 2004.
- 3 veces Campeón de España de Bolo Palma Parejas en 2000, 2002 y 2003.
- 3 veces Campeón de Cantabria de Bolo Palma Individual en 2000, 2009 y 2011.
- 2 veces Campeón de Cantabria de Bolo Palma Parejas en 2001 y 2023
- 1 vez Campeón del Campeonato Interautonómico de Bolo Palma Individual en 2011.
- 15 veces Campeón de Liga Nacional con Puertas Róper y Hermanos Borbolla.